# Alaa Maso
Alaa Maso (arabiska: علاء ماسو), född 1 januari 2000, är en syrisk simmare. Han har tävlat i två olympiska spel för det olympiska flyktinglaget.
Hans bror Mohamad Maso är också en olympier som tävlade i triathlon för Syrien vid OS 2020 i Tokyo.

## Karriär
Maso började simma som fyraåring och genomförde sin första simtävling som nioåring. Hösten 2015 flydde han kriget i Syrien tillsammans med sin bror Mohamad Maso och kom först till Nederländerna och sedan till Tyskland.
Vid olympiska sommarspelen 2020 i Tokyo, som arrangerades 2021, tävlade Maso som Flyktingidrottare. Han slutade på 44:e plats på 50 meter frisim och blev utslagen i försöksheatet. Vid kortbane-VM 2021 i Abu Dhabi slutade Maso på 48:e plats på 50 meter frisim och på 54:e plats på 100 meter frisim. Vid VM 2022 i Budapest slutade han på 66:e plats på 100 meter frisim och startade inte på 50 meter frisim. Vid VM 2023 i Fukuoka slutade Maso på 67:e plats på 50 meter frisim och på 68:e plats på 100 meter frisim.
Vid VM 2024 i Doha slutade Maso på 55:e plats på 50 meter frisim och på 60:e plats på 100 meter frisim. Vid EM 2024 i Belgrad slutade han på 67:e plats på 50 meter frisim, 70:e plats på 100 meter frisim och på 56:e plats på 200 meter frisim. Vid olympiska sommarspelen 2024 i Paris tävlade Maso som Flyktingidrottare. Han blev utslagen i försöksheatet på 50 meter frisim och slutade på totalt 47:e plats. Vid kortbane-VM 2024 i Budapest slutade Maso på 75:e plats på 50 meter frisim och på 74:e plats på 100 meter frisim.